# Судрабкалныньш
Су́драбка́лныньш (латыш. Sudrabkalniņš) — памятник воинам 6-го Рижского пехотного полка, расположенный на небольшой возвышенности Судрабкалныньш (с латыш. — «Серебряная горка») в рижском микрорайоне Иманта, между улицей Слокас и проспектом Курземес.
Площадь участка составляет 0,3 га. Среди насаждений зелёной зоны преобладают кизильник, обыкновенный конский каштан и чёрная сосна.
В боях с армией П. Р. Бермондта-Авалова в ноябре 1919 года, потеряв убитыми 41 человека и ранеными ещё почти 300, бойцы 6-го Рижского пехотного полка овладели высотой Судрабкалныньш и тем самым решили в свою пользу исход сражения. В память об этом сражении день 11 ноября стал праздничным и носит имя День Лачплесиса.
31 октября 1937 года, при большом стечении народа и присутствии президента Латвии Карлиса Улманиса, открыт памятник воинам — участникам ноябрьских боёв. Его авторы — архитектор Эрнестс Шталбергс и скульптор Карлис Зале. По стилю этот памятник напоминает мемориал Братского кладбища.
При сооружении памятника использовался гранит, оставшийся в излишке при возведении памятника Свободы, и глыбы разобранного защитного вала Даугавгривской крепости.
В 1980 году памятник реконструирован (автор проекта — И. Р. Грейлиха). В результате проведённых работ были сооружены боковая дорожка и гранитная лестница.